# 世界名画の旅
『世界名画の旅』（せかいめいがのたび）は、1986年10月5日から1987年9月27日までテレビ朝日系列局で放送されていた朝日放送製作の紀行番組である。放送時間は毎週日曜 10:00 - 10:30 （日本標準時）。

## 概要
世界中の名画を紹介していた番組。朝日新聞日曜版の二部紙『be』との連動企画が行われていた。前期には味の素ゼネラルフーヅ (AGF) の一社提供で放送されていたが、後期には同社を含む複数社提供となった。
製作局の朝日放送は、夏の全国高校野球のシーズンに入ると本番組の定時放送ができなくなるため、直後の時間帯に放送されていた『ゆらり海遊記』ともども、通常編成を行っているANNフルネット局向けにいったん裏送りし、大会終了後に本来とは別の時間帯に振替放送するという手法を採っていた。
1995年開局のTOKYO MXテレビが開局時に購入していた番組のひとつに本番組があった。
| テレビ朝日系列 日曜10:00枠                                                         | テレビ朝日系列 日曜10:00枠                     | テレビ朝日系列 日曜10:00枠                                     |
| 前番組                                                                             | 番組名                                         | 次番組                                                         |
| ---------------------------------------------------------------------------------- | ---------------------------------------------- | -------------------------------------------------------------- |
| 文珍・頭の新体操 （1986年4月 - 1986年9月） ※10:00 - 10:55、木曜19:30枠へ移動・改題 | 世界名画の旅 （1986年10月5日 - 1987年9月27日） | AGFテレビエッセイ 旅の街から （1987年10月4日 - 1988年9月25日） |